# Karel Louda
Karel Louda (3. května 1904 Plzeň – 24. října 1942 Koncentrační tábor Mauthausen) byl kostelník Pravoslavného chrámu svatého Cyrila a Metoděje v Praze, podporovatel parašutistů z výsadků Anthropoid, Bioscop, Out Distance, Silver A a Tin, popravený nacisty.
Svatořečen byl se svou manželkou a dalšími novomučedníky Pravoslavnou církví v českých zemích a na Slovensku v pražském pravoslavném chrámu sv. Cyrila a Metoděje v Resslově ulici dne 8. února 2020.

## Život
Narodil se 3. května 1904 v Plzni jako syn Karla Loudy a Marie Loudové (roz. Modré). Byl členem Českobratrské církve evangelické.
Dne 17. července 1938 se oženil s Marií roz. Ornestovou (nar. 30. října 1915). Marie a Karel Loudovi byli oddáni v chrámu sv. Cyrila a Metoděje v Praze Václavem Čiklem. Marie Loudová byla pravoslavného vyznání a pocházela z Českých Budějovic. Nebyla zaměstnaná, starala se o domácnost a byla členkou pěveckého sboru v kostele sv. Cyrila a Metoděje. Spolu měli syna Václava Loudu (nar. 1939). Přestože byl Karel Louda vyznání českobratrského, začal pracovat jako druhý kostelník v chrámu sv. Cyrila a Metoděje, prvním kostelníkem byl jeho tchán Václav Ornest. Loudovi obývali byt v Resslově ulici 307/9, Praha 2 - Nové Město.
Po útoku na Reinharda Heydricha poskytla pravoslavná církev úkryt sedmi parašutistům v chrámu sv. Cyrila a Metoděje. Úkryt jim nabídl Jan Sonnevend předseda starších pravoslavné církve. S touto situací byli seznámeni jerej Vladimír Petřek, děkan Václav Čikl a kostelníci Václav Ornest a Karel Louda. Později 11. června 1942 tuto skutečnost prozradil Jan Sonnevend biskupovi Gorazdovi. Po zradě Karla Čurdy, který se sám přihlásil v Petschkově paláci dne 16. června 1942, zjistilo gestapo z výslechů spolupracovníků, kde se parašutisté ukrývají. V noci ze 17. na 18. června obklíčili nacisté kostel sv. Cyrila a Metoděje. Ve 4 hodiny a 15 minut zazvonil u zadního vchodu chrámu zvonek. Karel Louda se odhodlal a šel otevřít. Do dveří vtrhl Oskar Fleischer a Louda byl sražen k zemi a byl zatčen. Jeho manželka byla zatčena až o několik dní později, 22. června 1942. Stejného dne byla zatčena i manželka Václava Ornesta Františka Ornestová a jejich dcera Miluše a manželka Jana Sonnevenda, Marie Sonnevendová. Výslech Marie Loudové vedl Kurt Oberhauser.

## Věznění, smrt
Z policejní vazby v Praze byli manželé Loudovi převezeni do věznice pražského gestapa v Malé pevnosti Terezín. Dne 29. září 1942 byli stanným soudem v nepřítomnosti odsouzeni k trestu smrti a 22. října 1942 převezeni do Koncentračního tábora Mauthausen, kde byli popraveni zastřelením. Karel Louda byl popraven 24. října 1942 v 13:52 a jeho manželka stejný den v 11:22.
Jejich syn prošel internací v zámečku Jenerálka, Internačním táboře Svatobořice a v Plané nad Lužnicí, kde se dočkal konce války.

## Připomínky
- Jeho jméno (Louda Karel * 3. 5. 1904) a jméno jeho manželky (Loudová Marie roz. Ornestová * 30. 10. 1915) je uvedeno na pomníku při pravoslavném chrámu svatého Cyrila a Metoděje (adresa: Praha 2, Resslova 9a). Pomník byl odhalen 26. ledna 2011 a je součástí Národního památníku obětí heydrichiády.[5][6]
- Jména Karla Loudy a Marie Loudové jsou uvedena na pamětní desce odhalené 17. června 2017 v Resslově ulici 307/9, Praha 2 - Nové Město. Na desce je nápis: "V tomto domě žili obětaví členové odboje Marie LOUDOVÁ a Karel LOUDA. Spolupracovníci vojenské operace ANTHROPOID a dalších výsadků byli popraveni nacisty 24.10.1942 v Mauthausenu. U příležitosti 75. výročí operace ANTHROPOID věnuje MĚSTSKÁ ČÁST PRAHA 2."[7]

## Galerie

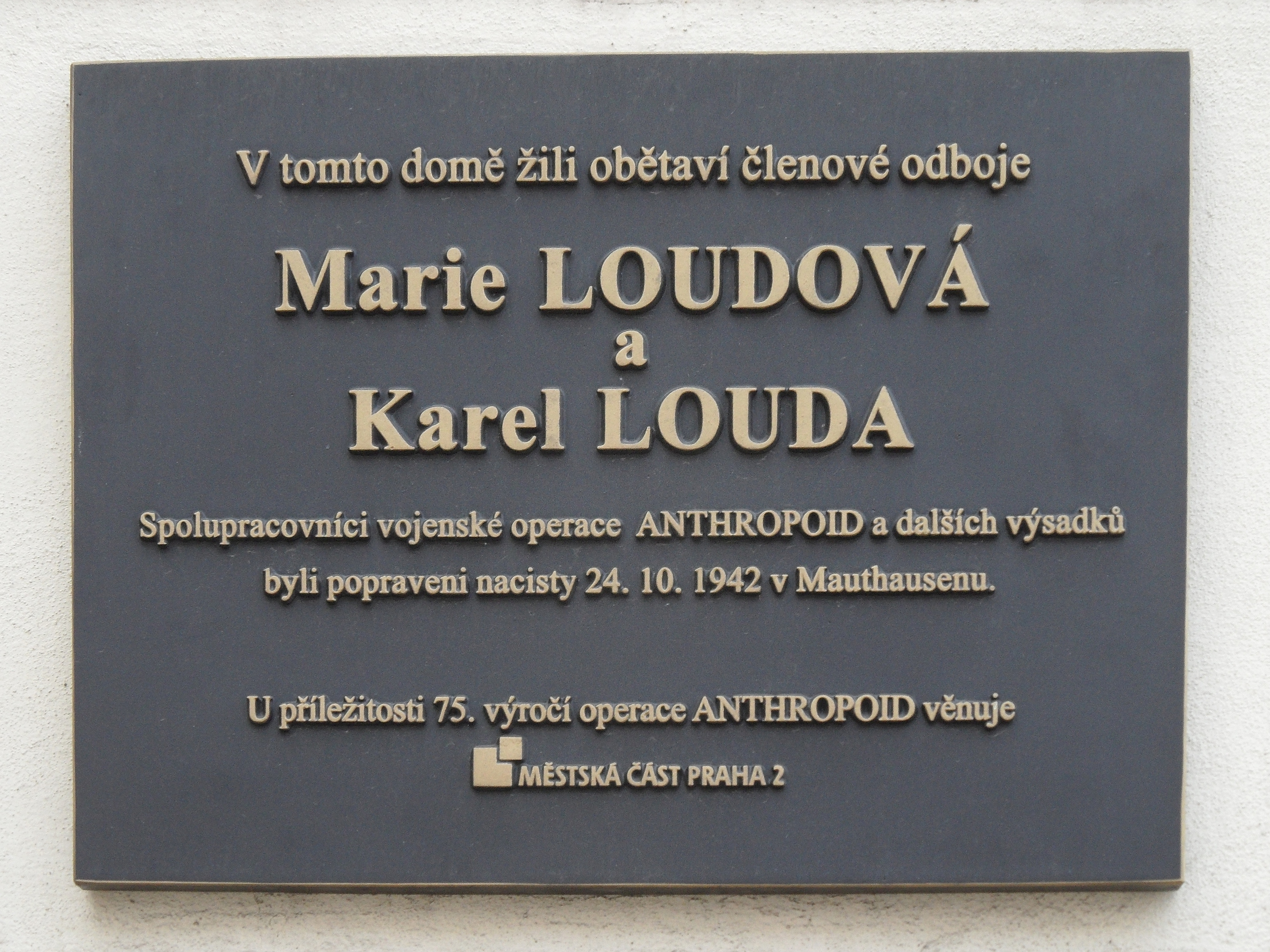
Pamětní deska manželů Loudových v Resslově ulici 9, Praha 2 - Nové Město
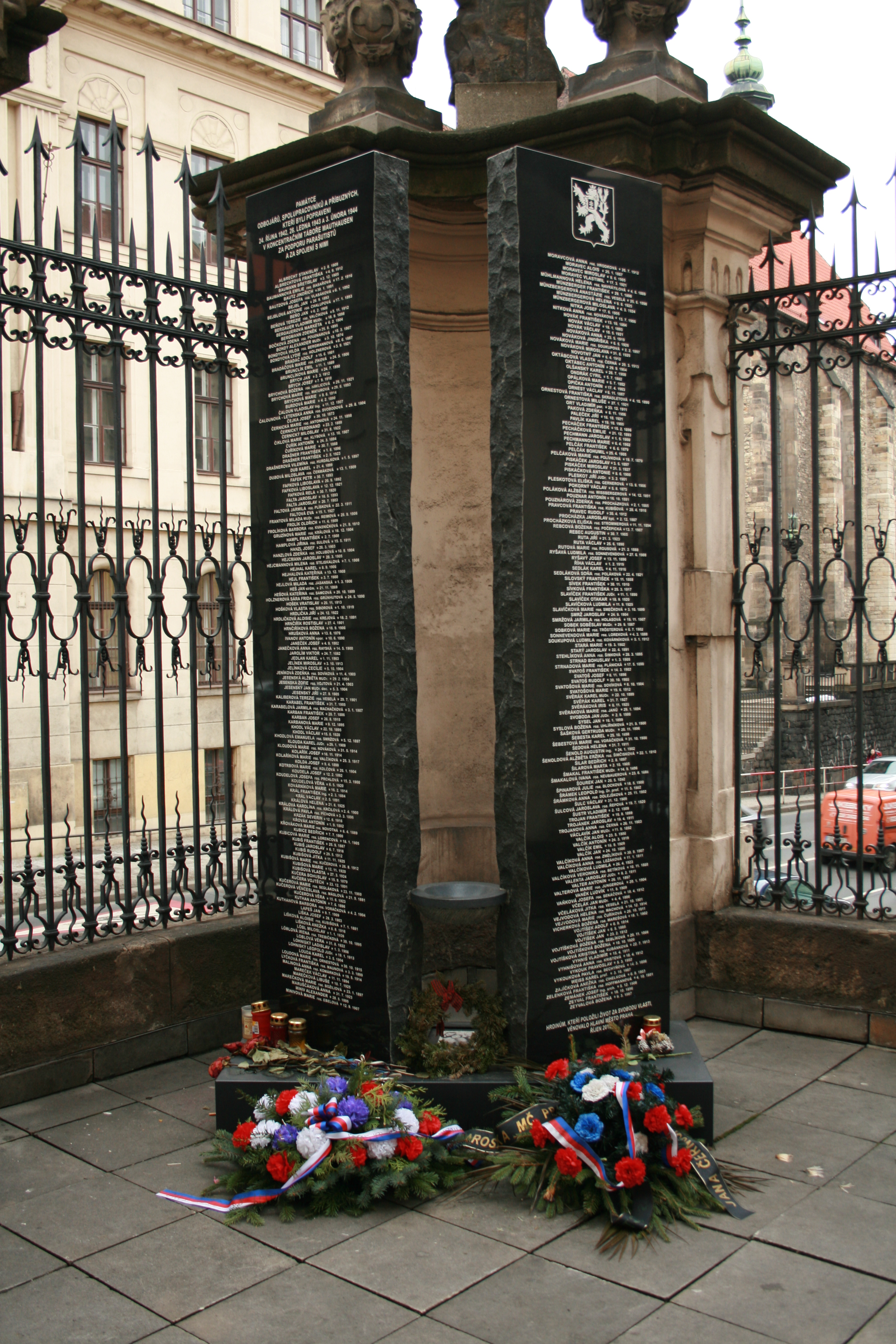
Pomník spolupracovníků parašutistů a jejich rodinných příslušníků na terase kostela sv. Cyrila a Metoděje v Resslově ulici v Praze
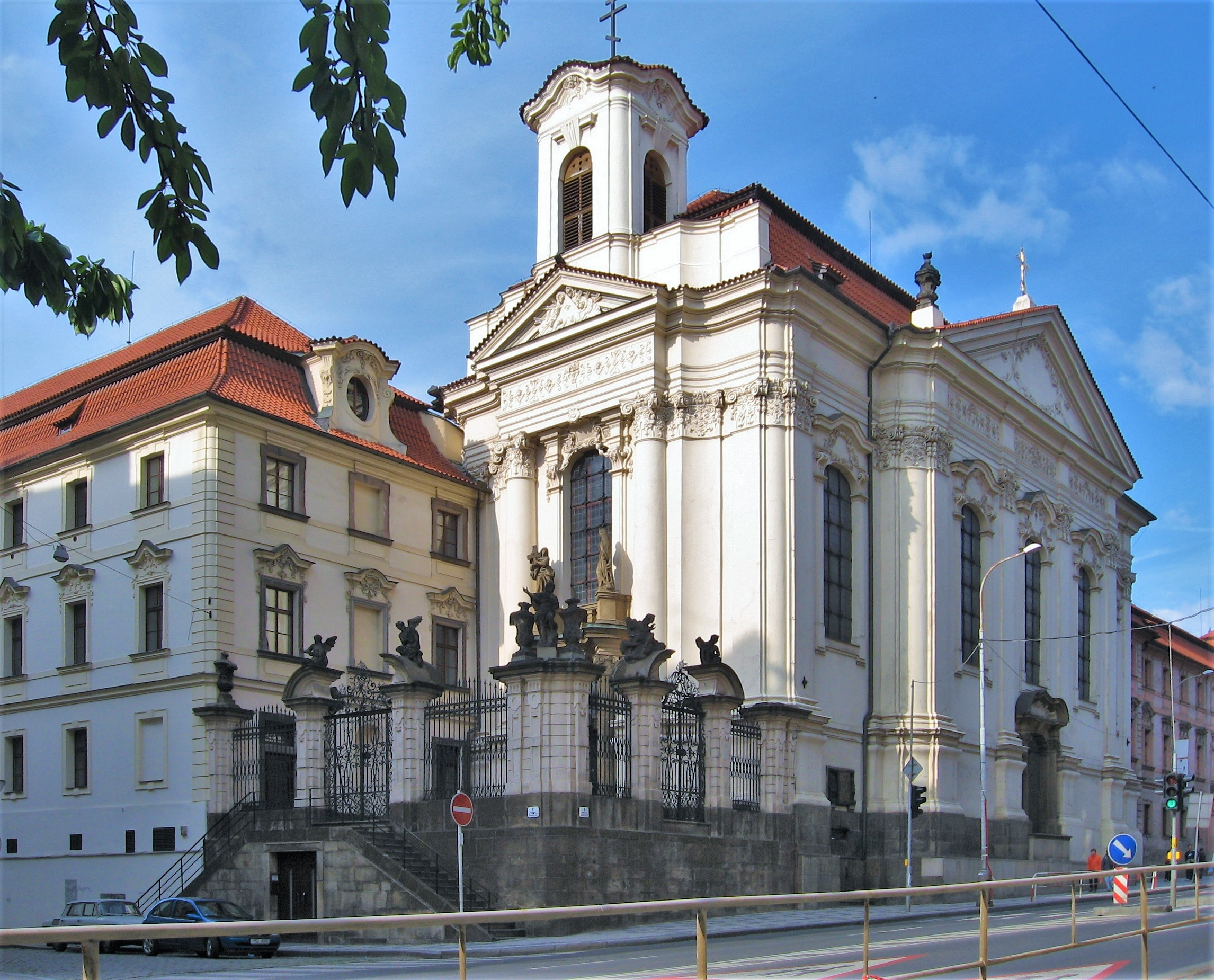
Pravoslavný chrám sv. Cyrila a Metoděje v Resslově ulici v Praze 2.
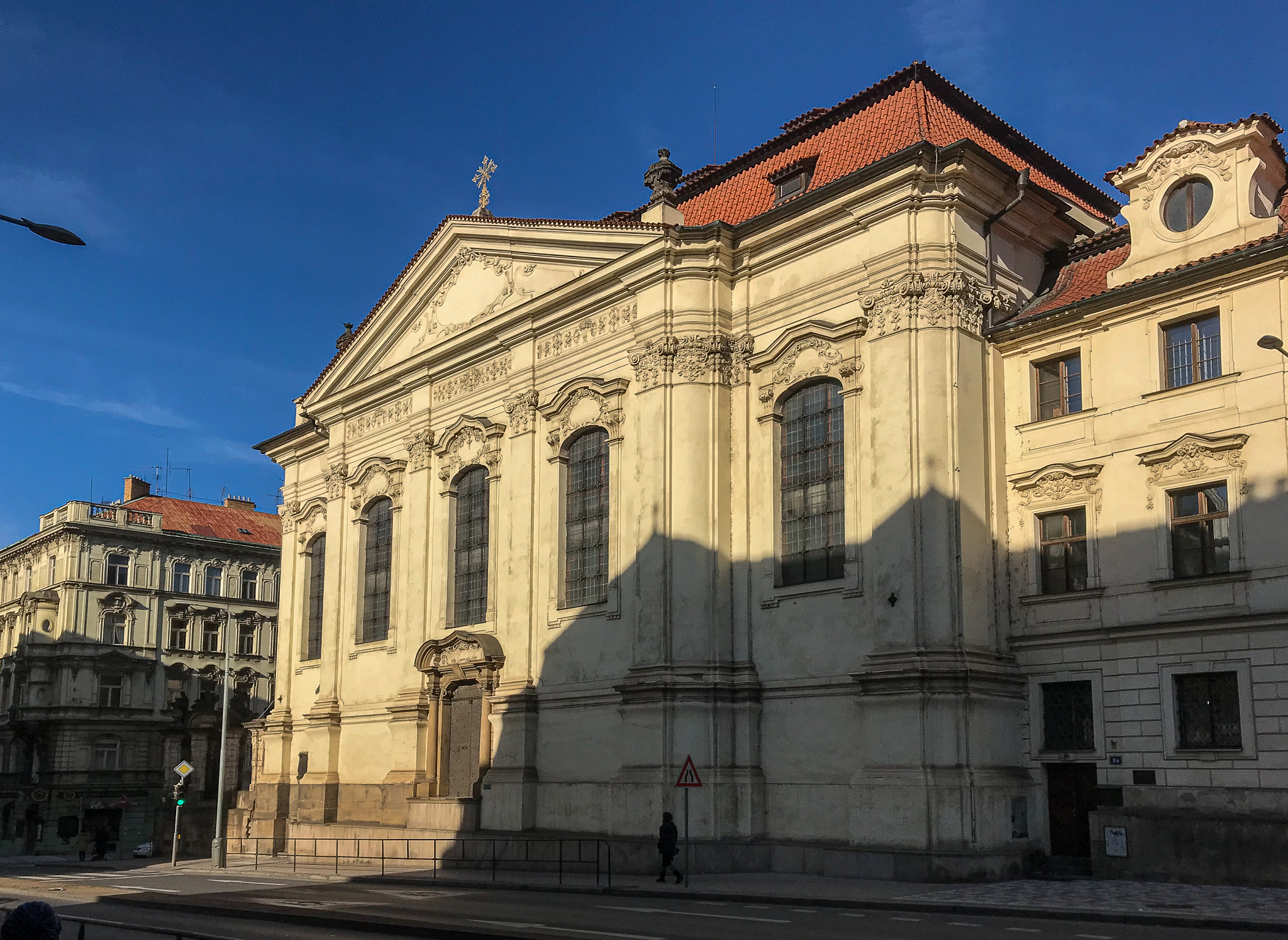
Pravoslavný chrám sv. Cyrila a Metoděje v Resslově ulici v Praze 2.